# 100267 JAXA
100267 JAXA — астероїд головного поясу, відкритий 14 жовтня 1994 року.
Тіссеранів параметр щодо Юпітера — 3,415.
Названий на честь десятиріччя Агентства аерокосмічних досліджень Японії (Japan Aerospace eXploration Agency, JAXA) в 2008 році.